# 大湖底
大湖底，是台灣雲林縣古坑鄉的一個傳統地域名稱，位於該鄉南部。相較於今日行政區，其範圍大致包括華南村、華山村。

## 歷史
台灣清治末期至日治初期，大湖底地區為一街庄，稱為「大湖底庄」，隸屬於打貓東頂堡。該庄北與崁頭厝庄、苦苓腳庄為鄰，東與龍眼林庄為鄰，南邊為圳頭庄、梅仔坑庄，西邊為崁腳庄。
1901年（日治明治三十四年）11月，全台廢縣廳改設二十廳，該庄隸屬於斗六廳。1903年（明治三十六年）6月，該庄編入「崁頭厝區」，隸屬於斗六廳。1909年（明治四十二年）10月，合併二十廳為十二廳，崁頭厝區改隸屬於嘉義廳。1920年（大正九年），全台地方制度大改正，廢十二廳改設五州二廳，該庄改制為「大湖底」大字，隸屬於臺南州斗六郡古坑庄。
戰後古坑庄改制為古坑鄉，隸屬於臺南縣，大字亦改制為村。1950年10月，雲、嘉、南分治，古坑鄉改隸屬雲林縣。

## 聚落
本地區發展較早的聚落有倒孔山、橫路、排水坑、番尾坑、埔尾、山腳、松腳、山豬湖、大湖底、科角、龜仔頭等，在日治期初期的官方地圖上已有記載。此外，本地區尚有內車場、崎腳、內厝、橫路口、石口仔、下埔尾、蕃尾坑頭、華山、頂厝等聚落。

## 交通
國道3號又稱「福爾摩沙高速公路」，是貫穿台灣西部的兩條縱向高速公路之一，大致以北北東—南南西走向繞大彎轉東北—西南走向經過大湖底地區西北部邊界外不遠處。北側最近的交流道是古坑交流道，包括縣道158甲線交會處的南側匝道（僅供南入北出）及縣道149甲線交會處北側匝道（僅供南出北入），兩匝道之間另夾有古坑系統交流道，即省道台78線（東西向快速公路－台西古坑線）東側端點；南側最近的是縣道162號交會處的梅山交流道。由此等可快速前往台灣南北各地及雲林縣中、西部。
縣道149號是竹山至梅山的道路，大致經過本地區西北部、西北部及西部地帶。由該道路向東北可前往苦苓腳東南部、樟湖、桶頭、勞水坑、山坪頂西部、福興、下崁東南部、竹圍子並止於省道台3線路口；向西南可前往小梅（梅山）並止於省道台3線另一路口。
鄉道雲206線是崁腳至橫路的道路，其東側端點（終點）位於本地區西北部橫路口的鄉道雲209線路口。由此向西北蜿蜒而行，其後轉南南西再轉西南西蜿蜒而行，其後轉西北西出境，可前往崁腳並止於省道台3線路口。
鄉道雲207線（倒孔山路）是倒孔山至縣界的道路，其北側端點（起點）位於本地區西南部邊界外不遠處的鄉道雲206線轉角路口。由此向東南蜿蜒而行，入境後轉東北東，繞大彎經倒孔山聚落轉南南東，其後轉南南西再轉西南西回到本地區西部邊界中央偏南處，沿邊界線繞大彎轉南南東再轉南南西並止於雲林、嘉義縣界。續行該道路可前往梅山市區。
鄉道雲208線（松林路）是枋寮至大湖底的道路，其西側端點（起點）位於本地區中部偏西北西的鄉道雲209線路口。由此向南南西轉西南西繞彎道轉東南蜿蜒而行，其後轉東北經龜仔頭聚落後轉東北東蜿蜒而行，其後轉北北西再轉西北西蜿蜒而行，可前往大湖底聚落並止於縣道149號路口。
鄉道雲209線是大坪頂至山腳的道路，其南側端點（終點）位於本地區北部中央地帶的縣道149號路口。由此向南南西蜿蜒而行，其後轉西蜿蜒而行，經鄉道雲208線起點路口後續蜿蜒而行，其後轉西南西再轉西北西蜿蜒而行，至縣道149線路口轉西南西與其共線約20公尺，至叉路轉西北，經鄉道雲206線終點路口、後轉北北西再轉北，經多次彎道後轉北北東於本地區北部邊界西側出境後，經鄉道雲210線終點路口、鄉道雲210-1線終點路口可前往苦苓腳西北部、崁頭厝東部並止於大坪頂。
鄉道雲210線是永光（崁頭厝）至大湖底的道路，其東南側端點（終點）位於本地區北部邊界西側外緣（苦苓腳地區西端）的鄉道雲209線路口。由此向西南轉西北可前往崁頭厝並止於鄉道雲212線路口。
鄉道雲210-1線是華山至大崎橋的道路，其東南側端點（起點）位於本地區北部中央偏西處的縣道149號路口。由此向西北轉西北微西蜿蜒而行，出境後過大崎橋可前往苦苓腳地區西端並止於鄉道雲209線路口。

## 學校
- 華南國小
- 華山國小